# The Oak and the Calf

Capa da tradução para o inglês da Harper Colophon.

O carvalho e o bezerro, com o subtítulo Esboços da vida literária na União Soviética, é um livro de memórias do escritor russo Aleksandr Solzhenitsyn, sobre suas tentativas de publicar obras em seu próprio país. Solzhenitsyn começou a escrever as memórias em abril de 1967, quando tinha 49 anos, e acrescentou suplementos em 1971, 1973 e 1974. O trabalho foi publicado pela primeira vez em russo em 1975  com o título Бодался телёнок с дубом (lit. "Um cabeça de bezerro batendo contra um carvalho", uma frase irônica). Foi traduzido para o inglês por Harry Willetts. 
Uma segunda edição consideravelmente ampliada do texto em russo foi produzida em 1996 pela editora Soglasie de Moscou. Esta edição inclui novo material sobre as pessoas que ajudaram Solzhenitsyn em suas tarefas literárias antes de seu exílio. O escritor já havia chamado esses ajudantes anônimos de Nevidimki (os invisíveis). O novo material foi traduzido e publicado em inglês como um livro separado chamado Invisible Allies.
O livro de memórias contém um relato detalhado da publicação de Um dia na vida de Ivan Denisovich e a relação frequentemente complexa do autor com o editor-chefe Aleksandr Tvardovsky. Ele também descreve as tentativas fracassadas de Solzhenitsyn de publicar seus outros primeiros romances, Cancer Ward e The First Circle, a tempestade política causada por seu Prêmio Nobel de Literatura de 1970 e seu subsequente exílio da União Soviética.
Entre as obras mais acessíveis de Solzhenitsyn, a recepção do livro de memórias pelos críticos foi mista. Na época de sua publicação, fora da União Soviética, muito já se sabia sobre as lutas do autor.  Consequentemente, alguns críticos questionaram a precisão do relato de Solzhenitsyn. No entanto, o livro continua sendo uma fonte essencial sobre a vida e a época do autor.

## Pano de Fundo
Solzhenitsyn nasceu em 1918 em Kislovodsk após a morte de seu pai. Em 1921, sua mãe mudou-se para Rostov-on-Don  e Solzhenitsyn juntou-se a ela em 1926. Ele frequentou a escola e estudou física e matemática na Rostov State University. Ao mesmo tempo, estudou literatura e história em cursos por correspondência ministrados pelo Instituto de Filosofia da Universidade de Moscou. Ele começou a escrever nesta época e passou os primeiros três meses de 1937 estudando intensamente nas bibliotecas de Rostov.
Durante a Segunda Guerra Mundial, Solzhenitsyn serviu como comandante de uma bateria (de sonorização) no Exército Vermelho  e esteve envolvido em uma grande ação no front, pela qual foi condecorado duas vezes. Em 1945, ele foi preso por criticar a conduta de Joseph Stalin na guerra em cartas a um amigo. Ele foi condenado a oito anos no Gulag. Ele foi libertado em 1953  e perdoado em 1957.